# Авъл Постумий Албин (претор 89 пр.н.е.)
Вижте пояснителната страница за други личности с името Авъл Постумий Албин.
Авъл Постумий Албин (на латински: Aulus Postumius Albinus) е военачалник на Римската република през 1 век пр.н.е.
Произлиза от клон Албин на фамилията Постумии.
Той e претор и командва през 89 пр.н.е. римската флота в Съюзническа война против марсите. Убит е през 89 пр.н.е. от един от неговите войници. По-късно Луций Корнелий Сула, който бил легат при Луций Порций Катон, взема този войник в своята армия и не искал да го накаже.